# Súlovce
Súlovce jsou obec na Slovensku, v okrese Topoľčany v Nitranském kraji. V roce 2011 zde žilo 487 obyvatel. Od druhé poloviny 19. století se k území obce Súlovce počítá i osada Podlužany, na jejímž území byl vybudován dodnes existující mlýn.

## Poloha a geologie
Obec Súlovce leží na styku Nitranské sprašových pahorkatiny a severozápadního úpatí pohoří Tribeč u vyústění krátkého levostranného přítoku řeky Nitra do pahorkatiny. Chotár je převážně na odlesněné pahorkatině s Náplavová kužely, část na severozápadních svazích pohoří porostlého dubohrabovými lesy, místy s akátu a břízou.
Nad obcí se táhne Tribečské pohoří s nejvyšším vrchem Veľký Tribeč s nadmořskou výškou 829 metrů nad mořem.
Nadmořská výška ve středu obce Súlovce je 290 metrů nad mořem av katastru 153–499 metrů nad mořem. Rozloha katastrálního území obce Súlovce je 1264 ha. Středem obce Súlovce protéká potok, který se vlévá do řeky Nitry. Od okresního města Topoľčany je obec Súlovce vzdálena devatenáct kilometrů. Počet obyvatel obce Súlovce byl v r. 1869 – 459, r. 1970 – 691.

## Historie
V katastru obce se nacházejí lokality z mladší doby kamenné zařazeny do kultury s mladší lineární keramikou (5700 př. – 5000 před Kr.) A Želiezovská skupina (5000 – 4700 před Kr).

## Názvy v historii
Obec Súlovce se vyskytovala pod těmito jmény:
- Dubniche (1244)
- Dubnicze (1261)
- Dobnicha (1326)
- Dwbnycza (1406)
- Zwlocz (1406, 1467)
- Szulocz, Sulowitz, Sulowcze (1773)
- Sulocz, Sulowce (1786)
- Szúlócz, Sůlowce (1808)
- Szulócz (1863–1913)
- Súlovce (1920)

Osada Podlužany se vyskytovala pod těmito jmény:
- Podlusan (1244, 1256)
- Podluzsan (1773)
- Podluschán (1786)
- Poduzsán (1863)

## Historické pečeti obecního rychtáře
Jedinečným důkazem suverénního postavení rychtáře obce Súlovce jsou dvě historické pečeti, které obec používala v 18. století. První pečeť rychtáře obce Súlovce s kruhopisu Rihtar Súľovských má průměr 20 mm. V pečetním poli heraldicky vpravo stojí na větvi (keři) vyrůstající z trávníku korunovaný pták (možná holubice nebo havran), otočený vlevo, který v zobáku drží hrozen vína. Tuto figuru doprovází osmiramenná hvězda. Vlevo je zakořeněn listnatý strom s košatou korunou (jabloň), který má uprostřed kmene dvě vyrůstající větvičky. Jednotlivé figury v pečetním poli (havran, hrozny, strom) mají velkou vypovídající hodnotu a spolu by mohly být atributy svatého Bonifáce, biskupa a mučedníka z 8. století. Patrocínium tohoto anglického světce a apoštola Německa se však v obci Súlovce nevyskytuje. Hrozen vína připomíná vinařskou tradici obce, která je v pramenech doložena již v roce 1574, dále v letech 1715 a 1720. Proporčně se zdá být figura ptáka se střapcem hroznů dominantou. V starokřesťanského umění bývají ptáci symbolem napravené lidské duše a stromy, ve kterých tito ptáci přebývají, připomínají nebeský ráj. Lidská duše opouští tělo v podobě ptáka, nejčastěji holubice, která je i znamením nevinnosti a Ducha. Korunovaný pták na originálu otisku spíše připomíná havrana (latinsky corvus), používaného v heraldice již od středověku. Měl ho ve svém erbu i uherský král Matyáš Korvín (Matej I. Huňady, 1440–1490), o kterém se šířily různé pověsti, poukazující na jeho pozitivní vztah k poddaným. Strom v levé části pečetního pole je symbolem lidského bytí. Připomíná strom poznání dobra a zla, který společně se stromem života se nejčastěji zobrazuje jako palma nebo hroznový keř (pták na něm sedí), strom poznání má většinou podobu jabloně s jablky.
Druhá pečeť obce Súlovce má průměr 25 mm. V pečetním obraze je na trávníku kůň ve skoku s jezdcem, který tasí meč. Obě figury jsou otočené vpravo. Před hlavou koně je písmeno „Z“. Na nezřetelné pečeti je nečitelný kruhopis. Koně, který symbolizuje vítězství, radost a sílu ovládanou rozumem, využívají čtyři světci: svatý Martin – jako voják římských jezdců přetíná mečem plášť, jehož polovinu nechává žebrákovi, svatý Jiří – bojovník, který na koni zabíjí draka, svatý Hubert a svatý Eustach. Ani jeden z těchto světců nemá v obci své patrocínium. Pochopit význam této pečeti a s určitostí ji přisoudit obci Súlovce pomůže identifikace kruhopisu na zřetelnějšího otisku, ale i objevení pečeti osady Podlužany, která samostatně existovala až do roku 1871. Dnes je součástí obce Súlovce.